# (341843) 2008 EV5
(341843) 2008 EV 5 es un asteroide clasificado como un objeto cercano a la Tierra y potencialmente peligroso del grupo Aten de aproximadamente 400 metros de diámetro.
El asteroide fue descubierto por astrónomos del Mount Lemmon Survey en el observatorio Mount Lemmon cerca de Tucson en Arizona, Estados Unidos.

## Origen e historia orbital
2008 EV5 comenzó su existencia como parte de un cuerpo mucho mayor en el cinturón de asteroides, con un diámetro probable superior a 100 kilómetros. La historia inmediata de 2008 EV5 probablemente comenzó cuando su cuerpo padre experimentó un gran impacto o, más probablemente, una perturbación catastrófica que dio lugar a un objeto muy fracturado, destrozado o aglomerado (como una pila de escombros). Como resultado, 2008 EV5 puede ser el resultado de un reensamblaje de fragmentos expulsados. Se desconoce dónde estaba lo que ahora es 2008 EV5 en este cuerpo matriz.
Dado el trabajo con modelos y los datos disponibles, los candidatos de la familia de origen más posibles para 2008 EV5 son Eulalia, New Polana y Erigone. Esto supone que el verdadero albedo del 2008 EV5 es considerablemente inferior al 10%. Si tiene un albedo alto, una fuente probable sería una población de asteroides de tipo C de alto albedo en el cinturón interior de asteroides. Las familias candidatas de segundo nivel para el caso de alto albedo son Baptistina y Pallas.
A partir de aquí, el recién liberado 2008 EV5 comenzó a cambiar a través de las fuerzas conocidas como los efectos Yarkovsky y YORP. El efecto Yarkovsky describe una pequeña fuerza que afecta el movimiento orbital, causada por la luz solar; cuando los objetos se calientan en el Sol, irradian la energía en forma de calor, lo que a su vez crea un pequeño empuje. Esta aceleración del retroceso es mucho más débil que las fuerzas gravitacionales solares y planetarias, pero puede producir cambios orbitales sustanciales a escalas de tiempo que van de muchos millones hasta miles de millones de años. El mismo fenómeno físico también crea un par térmico que probablemente causó que el 2008 EV5 tenga apriencia de tapón.
Los modelos dinámicos indican que 2008 EV5 migró al interior cruzando el cinturón interior de asteroides a lo largo del tiempo (del orden de ~ 0.01-1 miles de millones de años) hasta que alcanzó una resonancia gravitacional planetaria que lo condujo a la población de asteroides cercanos a la Tierra (NEA) en una escala de tiempo del orden de ~ 1 Ma. Después las interacciones gravitacionales con los planetas y las resonancias le llevaron a su órbita actual entre unos pocos Ma y algunas decenas de Ma.

## Aproximaciones
El 23 de diciembre de 2008, el 2008 EV5 hizo una aproximación a la Tierra a una distancia de 5,8 distancias lunares (4,0 UA, 022,3 millones de km), su más cercana hasta 2. Su brillo alcanzó su punto máximo el 3 de diciembre de magnitud 26,13.

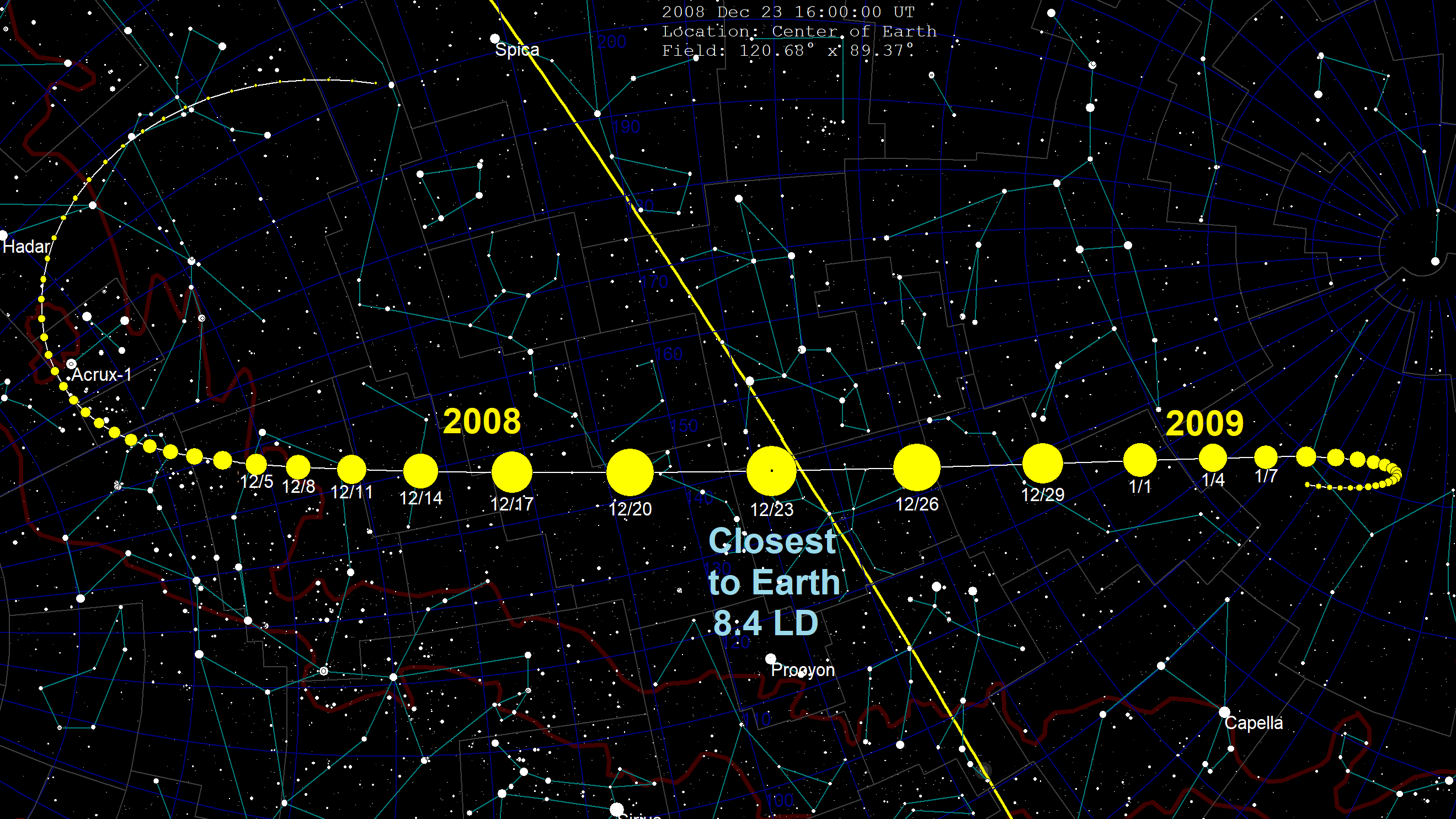
Trayectoria del acercamiento cercano de 2008 EV5, con marcadores de movimiento de 3 días.

| Fecha                              | Distancia geocéntrica nominal (UA) | Región de incertidumbre |
| ---------------------------------- | ---------------------------------- | ----------------------- |
| 20 de diciembre de 2023, 06:52 UTC | 6.319.889 km (0,04225 UA)          | ±1741 km                |

## Características físicas

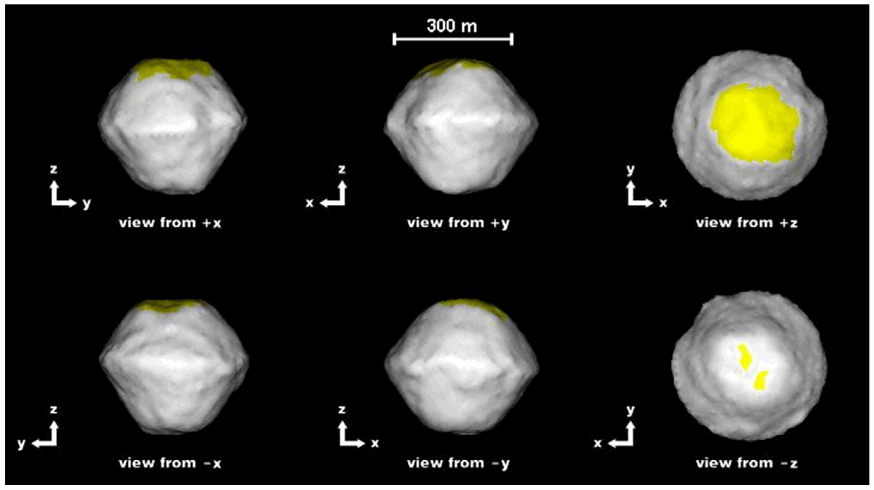
Radar-based shape model of

2008 EV5 es un esferoide oblato (también descrito como "en forma de madalena") de 400 m de diámetro. Gira muy lentamente en una dirección retrógrada. Hay un rasgo cóncavo de 150 m  de diámetro, posiblemente un cráter de impacto, o una reliquia de un episodio anterior de rotación rápida que causó que deformó el asteroide. 
La espectroscopia visible e infrarroja cercana muestra que la composición del 2008 EV5 es similar a la de los meteoritos de condrita carbonácea.

## Misión de retorno de muestras
2008 EV5 fue el objetivo de referencia preliminar de la Misión de redirección de asteroides y de retorno de muestras propuesta por NASA. Además del 2008 EV5, otros asteroides, incluidos Itokawa y Bennu, fueron puestos en consideración para esta misión, antes de ser cancelada en 2017.